# Николай Етер
Николай Павлович фон Етер (на руски: Николай Павлович фон Эттер) е руски офицер, генерал-лейтенант. Участник в Руско-турската война (1877-1878).

## Биография
Николай Етер е роден на 19 март 1833 г. във Финландия. Произхожда от финландско дворянско семейство. Ориентира се на 13-годишна възраст към военното поприще. Учи във Финландския кадетски корпус и Пажеския корпус до 1852 г. Започва действителна военна служба в Лейбгвардейския конен полк.
Участва в Кримската война (1853-1856). Повишен е във военно звание полковник от 1864 г. Командир на 6-и Клястицки хусарски полк (1869) и Лейбгвардейския улански полк (1878). Повишен е във военно звание генерал-майор от 1875 г.
По време на Руско-турската война (1877-1878) с полка участва в множество битки и кавалерийски рекогносцировки. Награден е със Златно оръжие „За храброст“ и Орден „Свети Станислав“ I ст. (1878).
След войната е член на императорската свита. Командир на 3-та бригада от 2-ра кавалерийска дивизия (1878),7-а кавалерийска дивизия (1881) и 1-ва гвардейска кавалерийска дивизия (1884). Повишен е във военно звание генерал-лейтенант от 1884 г.
Родство: брат Севастиян Етер, генерал-лейтенант, участник в Руско-турската война (1877-1878) и Павел Етер, генерал-лейтенант.